# Turobowice (powiat łódzki wschodni)
Turobowice – wieś w Polsce położona w województwie łódzkim, w powiecie łódzkim wschodnim, w gminie Koluszki.
W latach 1975–1998 miejscowość należała administracyjnie do województwa piotrkowskiego.